# Talisia esculenta
Talisia esculenta är en kinesträdsväxtart som först beskrevs av St.-hil., och fick sitt nu gällande namn av Ludwig Radlkofer. Talisia esculenta ingår i släktet Talisia och familjen kinesträdsväxter. Inga underarter finns listade i Catalogue of Life.